# Papu Gómez
Papu Gómez, właśc. Alejandro Darío Gómez (ur. 15 lutego 1988 w Buenos Aires) – argentyński piłkarz występujący na pozycji pomocnika we włoskim klubie Monza oraz w reprezentacji Argentyny. Posiada również obywatelstwo włoskie.

## Kariera piłkarska
Papu Gómez jest wychowankiem Arsenalu Sarandí. Z tym klubem w 2007 roku zdobył Copa Sudamericana, swoje pierwsze klubowe trofeum. W styczniu 2009 przeszedł do argentyńskiej drużyny San Lorenzo.
Przed sezonem 2010/2011 podpisał kontrakt z włoską Catanią. W Serie A pierwszy mecz rozegrał 12 września 2010 roku przeciwko Parmie. W pierwszym sezonie strzelał bramki czołowym ekipom Serie A: Interowi Mediolan, Juventusowi Turyn, Napoli i AS Romie. Argentyńczyk zanotował udany sezon 2012/2013 zdobywając 8 bramek i notując 7 asyst.
2 sierpnia 2013 został wykupiony przez Metalista Charków.
Rok później Gomez wrócił do Włoch. Zawodnik podpisał kontrakt z Atalantą. Gomez od początku pobytu w drużynie był zawodnikiem podstawowej „11”. Od sezonu 2015/2016 był czołowym graczem Serie A. Od tego czasu strzelił 40 bramek w lidze i zanotował 59 asyst. W sezonie 2019/2020 został najlepszym asystentem ligi (16 asyst). W tym samym sezonie zadebiutował w Lidze Mistrzów.
Argentyńczyk pełnił rolę kapitana Atalanty, był uznawany za ikonę drużyny. We wrześniu 2020 roku został uznany najlepszym piłkarzem miesiąca w lidze.
26 stycznia 2021 przeszedł do hiszpańskiej Sevilli, podpisując kontrakt do czerwca 2024 roku.
W październiku 2023 został zawieszony na dwa lata za doping.

## Reprezentacja
W 2007 roku został mistrzem świata do lat 20. W dorosłej reprezentacji zadebiutował 13 czerwca 2017 roku w meczu przeciwko Singapurowi, zdobywając gola i notując asystę.

## Statystyki kariery

### Klubowe
(aktualne na dzień 8 października 2023)
| Klub               | Sezon              | Liga               | Liga  | Liga   | Puchar kraju | Puchar kraju | Puchar ligi | Puchar ligi | Europa | Europa | Inne  | Inne   | Suma  | Suma   |
| Klub               | Sezon              | Liga               | Mecze | Bramki | Mecze        | Bramki       | Mecze       | Bramki      | Mecze  | Bramki | Mecze | Bramki | Mecze | Bramki |
| ------------------ | ------------------ | ------------------ | ----- | ------ | ------------ | ------------ | ----------- | ----------- | ------ | ------ | ----- | ------ | ----- | ------ |
| Arsenal de Sarandí | 2005/06            | Primera División   | 5     | 0      | –            | –            | –           | –           | –      | –      | –     | –      | 5     | 0      |
| Arsenal de Sarandí | 2006/07            | Primera División   | 22    | 2      | –            | –            | –           | –           | 10     | 3      | –     | –      | 32    | 5      |
| Arsenal de Sarandí | 2007/08            | Primera División   | 32    | 2      | –            | –            | –           | –           | 11     | 1      | 3     | 0      | 46    | 3      |
| Arsenal de Sarandí | 2008/09            | Primera División   | 18    | 8      | –            | –            | –           | –           | –      | –      | –     | –      | 18    | 8      |
| Arsenal de Sarandí | Ogólnie            | Ogólnie            | 77    | 12     | -            | -            | -           | -           | 21     | 4      | 3     | 0      | 101   | 16     |
| San Lorenzo        | 2008/09            | Primera División   | 16    | 1      | –            | –            | –           | –           | –      | –      | –     | –      | 16    | 1      |
| San Lorenzo        | 2009/10            | Primera División   | 32    | 7      | –            | –            | –           | –           | 10     | 1      | –     | –      | 42    | 8      |
| San Lorenzo        | Ogólnie            | Ogólnie            | 48    | 8      | -            | -            | -           | -           | 10     | 1      | -     | -      | 58    | 9      |
| Catania            | 2010/11            | Serie A            | 36    | 4      | 1            | 0            | –           | –           | –      | –      | –     | –      | 37    | 4      |
| Catania            | 2011/12            | Serie A            | 34    | 4      | 1            | 1            | –           | –           | –      | –      | –     | –      | 35    | 5      |
| Catania            | 2012/13            | Serie A            | 36    | 8      | 3            | 1            | –           | –           | –      | –      | –     | –      | 39    | 9      |
| Catania            | Ogólnie            | Ogólnie            | 23    | 3      | 1            | 1            | -           | -           | -      | -      | -     | -      | 24    | 4      |
| Metalist Charków   | 2013/14            | Premier-liha       | 23    | 3      | 1            | 1            | –           | –           | –      | –      | –     | –      | 24    | 4      |
| Metalist Charków   | Ogólnie            | Ogólnie            | 23    | 3      | 1            | 1            | –           | –           | –      | –      | –     | –      | 24    | 4      |
| Atalanta           | 2014/15            | Serie A            | 24    | 3      | 1            | 0            | –           | –           | –      | –      | –     | –      | 25    | 3      |
| Atalanta           | 2015/16            | Serie A            | 34    | 7      | 2            | 0            | –           | –           | –      | –      | –     | –      | 36    | 7      |
| Atalanta           | 2016/17            | Serie A            | 37    | 16     | 2            | 0            | –           | –           | –      | –      | –     | –      | 39    | 16     |
| Atalanta           | 2017/18            | Serie A            | 33    | 6      | 4            | 1            | –           | –           | 7      | 2      | –     | –      | 44    | 9      |
| Atalanta           | 2018/19            | Serie A            | 35    | 7      | 5            | 2            | –           | –           | 6      | 2      | –     | –      | 46    | 11     |
| Atalanta           | 2019/20            | Serie A            | 36    | 7      | 1            | 0            | –           | –           | 9      | 1      | –     | –      | 46    | 8      |
| Atalanta           | 2020/21            | Serie A            | 18    | 4      | 0            | 0            | –           | –           | 6      | 1      | –     | –      | 16    | 5      |
| Atalanta           | Ogólnie            | Ogólnie            | 209   | 50     | 15           | 3            | –           | –           | 28     | 6      | –     | –      | 252   | 59     |
| Sevilla            | 2020/21            | Primera División   | 18    | 3      | 3            | 0            | –           | –           | 2      | 0      | –     | –      | 23    | 3      |
| Sevilla            | 2021/22            | Primera División   | 29    | 5      | 4            | 1            | –           | –           | 7      | 0      | –     | –      | 40    | 6      |
| Sevilla            | 2022/23            | Primera División   | 19    | 1      | 0            | 0            | –           | –           | 8      | 0      | –     | –      | 27    | 1      |
| Sevilla            | 2023/24            | Primera División   | 0     | 0      | 0            | 0            | –           | –           | 0      | 0      | –     | –      | 0     | 0      |
| Sevilla            | Ogólnie            | Ogólnie            | 66    | 9      | 7            | 1            | –           | –           | 17     | 0      | –     | –      | 90    | 10     |
| Monza              | 2023/24            | Serie A            | 2     | 0      | 0            | 0            | –           | –           | –      | –      | –     | –      | 2     | 0      |
| Ogólnie w karierze | Ogólnie w karierze | Ogólnie w karierze | 531   | 98     | 28           | 7            | –           | –           | 76     | 11     | 3     | 0      | 638   | 116    |

### Reprezentacyjne
(aktualne na dzień 3 grudnia 2022)
| Reprezentacja | Kraj      | Rok     | Łącznie | Łącznie |
| Reprezentacja | Kraj      | Rok     | Mecze   | Gole    |
| ------------- | --------- | ------- | ------- | ------- |
| Argentyna     | Argentyna | 2017    | 4       | 1       |
| Argentyna     | Argentyna | 2020    | 1       | 0       |
| Argentyna     | Argentyna | 2021    | 6       | 2       |
| Argentyna     | Argentyna | 2022    | 6       | 0       |
| Ogólnie       | Ogólnie   | Ogólnie | 17      | 3       |

## Osiągnięcia

### Arsenal Sarandi
- Copa Sudamericana: 2007
- Copa Suruga Bank: 2008

### Atalanta
- 3.miejsce w Serie A: 2018/2019, 2019/2020

### Reprezentacyjne
- Mistrzostwa świata U-20 w piłce nożnej: 2007
- Mistrzostwa świata w piłce nożnej mężczyzn